# Mooltan (Schiff, 1923)
Die RMS Mooltan (III) war ein 1923 in Dienst gestellter Ozeandampfer der britischen Reederei Peninsular and Oriental Steam Navigation Company (P&O), der im Passagier- und Postverkehr zwischen Großbritannien und Australien eingesetzt wurde. Während des Zweiten Weltkriegs diente das Schiff als Truppentransporter und Hilfskreuzer. Danach war sie wieder im Passagierdienst, bis sie 1954 außer Dienst gestellt und in Schottland abgewrackt wurde.

## Bau und Indienststellung

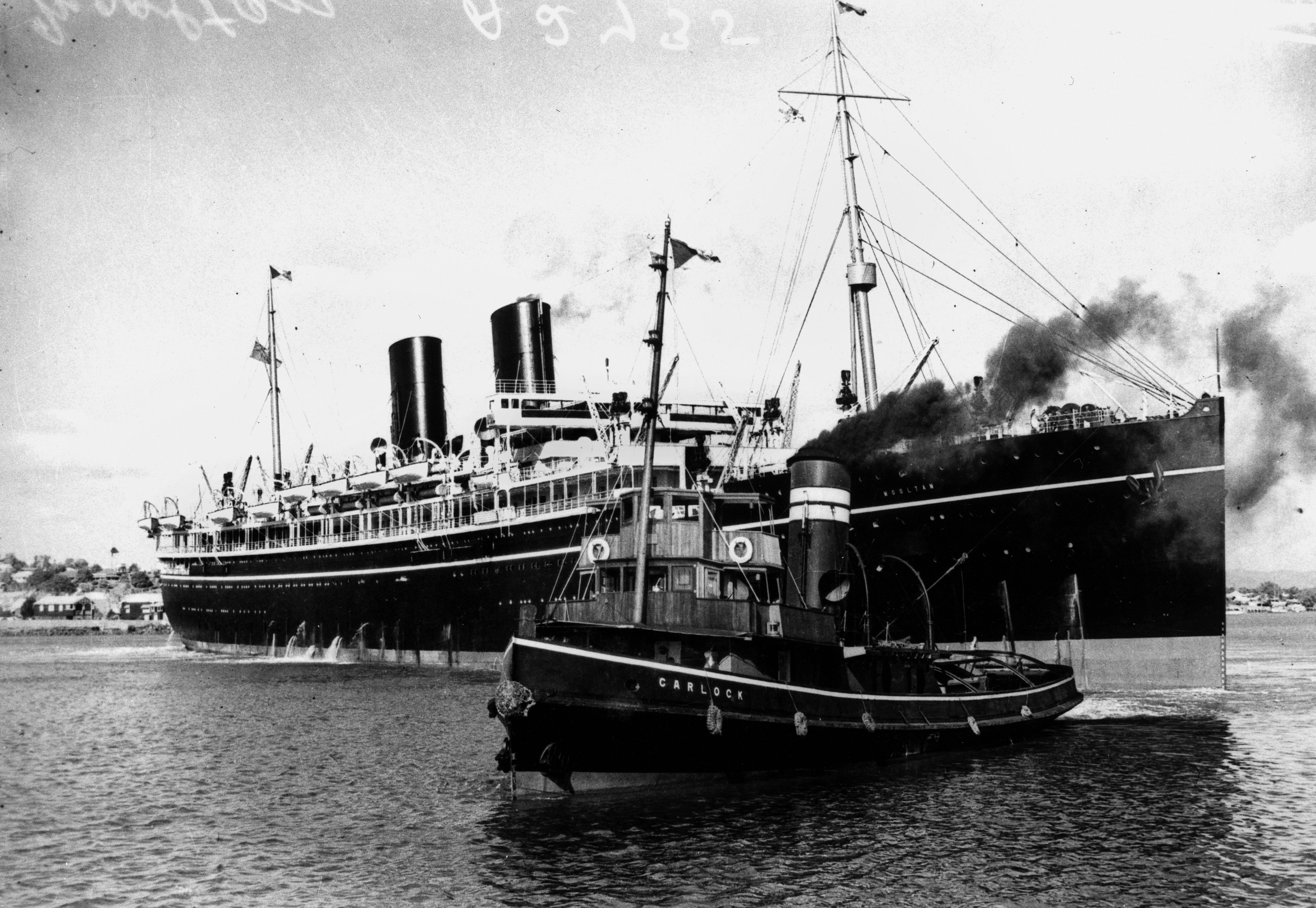
Die Mooltan mit dem Schlepper Carlock (1936)

Das 20.847 BRT / 12.836 NRT große Dampfschiff Mooltan wurde auf der Werft Harland & Wolff im nordirischen Belfast gebaut und lief dort am 15. Februar 1923 vom Stapel. Das 183 Meter lange und 22,4 Meter breite Schiff hatte zwei Schornsteine, zwei Masten und zwei Propeller und war fünf Decks hoch. Es wurde von zwei Vierfachexpansions-Dampfmaschinen angetrieben, die 15.300 Wellen-PS (WPS) leisteten. Das Schiff hatte eine Tragfähigkeit von 16.032 Tonnen. In den Kesselräumen waren sechs Doppelender- und zwei Einenderkessel installiert, die mit Kraftstoff statt mit Kohle betrieben wurden. Die Passagierunterkünfte waren für 327 Passagiere der Ersten Klasse und 329 Passagiere der Zweiten Klasse ausgelegt. Die Besatzung bestand aus 423 Personen, darunter zehn Offiziere, 94 Seeleute, 22 Maschinisten, 82 Heizer und 215 Personen, die direkt für die Passagiere sorgten, darunter Stewards, Kellner und Köche.
Die Mooltan hatte ein identisches Schwesterschiff, die Maloja (II) (20.837 BRT), die ebenfalls bei Harland & Wolff gebaut und im gleichen Jahr in Dienst gestellt wurde. Die beiden Schwesterschiffe wurden am 29. November 1918 bei Harland & Wolff bestellt und waren die ersten Neubauten der Reederei nach dem Ende des Ersten Weltkriegs. Bei Indienststellung 1923 waren sie außerdem mit dem Überschreiten der 20.000 Tonnen-Marke die bis dahin größten Schiffe von P&O und wurden erst Mitte der 1930er von den Linern der Strath-Klasse übertroffen. Im Fall dieser beiden Schiffe hatte P&O mehr Wert auf Komfort und Sicherheit, als auf Geschwindigkeit gelegt. Sie hatten breite Decks und waren besonders für ihre Seetüchtigkeit und Zuverlässigkeit bekannt.
Am 21. September 1923 wurde die RMS Mooltan nach erfolgreichen Probefahrten ihren Eignern übergeben und lief am 5. Oktober 1923 in Tilbury zu ihrer Jungfernfahrt durch den Sueskanal nach Sydney aus, wo sie am 21. Dezember eintraf. Während der Fahrt wurden Zwischenstopps in Colombo und Melbourne eingelegt. In den folgenden Jahren blieb dies ihr üblicher Fahrplan. Auf diesen Fahrten beförderte sie eine große Anzahl von Auswanderern, die ein neues Leben in Australien anfangen wollten. 1929 wurden neue Maschinen eingebaut. Die Mooltan erhielt turboelektrische Turbinen und Motoren der Marke British Thomson-Houston, wodurch sich ihre Geschwindigkeit auf 17,5 Knoten erhöhte. Im selben Zug und noch einmal 1931 wurden die Passagierareale renoviert. 1933 beförderte die Mooltan Douglas Jardines MCC-Cricket-Team nach Großbritannien.

## Kriegseinsatz
Am 6. September 1939 wurde die Mooltan für den Einsatz als bewaffneter Hilfskreuzer (Armed Merchant Cruiser) angefordert und danach entsprechend umgerüstet. Im Zuge der Umbaumaßnahmen wurde der zweite Schornstein demontiert, der eine Attrappe war und nur zur Ventilation des Maschinenraums diente. So wurde mehr Platz für die Installation von Flugabwehrkanonen geschaffen. Später wurde wieder ein zweiter Schornstein hinzugefügt, jedoch ein kürzerer.
Während des Kriegs patrouillierte die Mooltan im Südatlantik und hatte ihre Basis in Freetown (Sierra Leone). Sie diente als Geleitschiff für Schiffskonvois und verlor in ihrer Dienstzeit nicht ein einziges Handelsschiff. Am 31. Juli 1940 befand sich die Mooltan in den Western Approaches mit Kurs auf Plymouth, als sie von deutschen Aufklärungsflugzeugen angegriffen wurde. Sie überstand die Attacke unbeschadet. Am 20. Januar 1941 wurde sie P&O rücküberstellt, um sie in einen Truppentransporter umwandeln zu lassen. Die Arbeiten wurden von R. & H. Green & Silly Weir Ltd. in Tilbury ausgeführt und im Mai 1941 in Tyneside abgeschlossen. 1941 brachte sie Truppen in den Nahen Osten und im Mai 1942 nahm sie an der alliierten Landung in Oran im Rahmen der Operation Torch teil. Am 16. Juli 1947 wurde sie wieder ihrer Reederei übergeben.

## Letzte Jahre
Nach der Übergabe wurde die immerhin bereits 24 Jahre alte Mooltan, die acht Jahre Kriegsdienst hinter sich hatte, umfassend renoviert, bevor sie wieder in den Passagierdienst entlassen wurde. Am 26. August 1948 wurde sie wieder in Dienst gestellt. Sie hatte nach den Umbauten eine leicht erhöhte Tonnage von 21.039 BRT und konnte 1030 Passagiere der Touristenklasse an Bord nehmen. Im Dienst des britischen Department of Transport war sie wieder hauptsächlich im Auswanderdienst nach Australien tätig und unterlag dabei einem geregelten Reiseschema, das von der australischen Regierung entworfen und betrieben wurde. Auf den Rückreisen nach England hatte sie dann die „eigentlichen“ P&O-Passagiere an Bord.
Im April 1949 verstarb während einer Rückfahrt nach England der 69-jährige Passagier Richard Allen an den Folgen einer Pockeninfektion. Nach der Ankunft in Tilbury wurde das Schiff drei Tage unter Quarantäne gestellt. Während dieser Zeit durfte keiner der Passagiere und Besatzungsmitglieder das Schiff verlassen. Mindestens fünf weitere Menschen starben in dieser Zeit. Am 18. November 1953 legte die Mooltan in Brisbane zu ihrer letzten Fahrt ab und lief am 7. Januar 1954 in Tilbury ein. Der größte Teil der Besatzung wechselte drei Wochen später auf das neue P&O-Schiff Arcadia. Die Mooltan wurde am 23. Januar 1954 für 150.000 Pfund Sterling an die British Iron and Steel Corporation verkauft und zur Metal Industries Ltd. nach Faslane-on-Clyde in Schottland geschickt, wo sie kurz darauf abgewrackt wurde.